# Saint-Ouen-sur-Seine
Saint-Ouen-sur-Seine je francouzské město v severní části metropolitní oblasti Paříže v departmentu Seine-Saint-Denis, region Île-de-France.

## Název
Ouen bylo jméno rouenského biskupa, který zde roku 686 zemřel a později byl prohlášen za svatého.

## Geografie
Sousední obce: Clichy, Saint-Denis, Asnières-sur-Seine, Paříž a Gennevilliers.

## Vývoj počtu obyvatel
Počet obyvatel

## Památky
- Château de Saint-Ouen, zámek ze 17. století
- Hřbitov Saint-Ouen

## Doprava
Saint-Ouen je dostupné linkou RER C a linkami 13 a 14 pařížského metra.

## Slavní obyvatelé města
- Jacques Necker (1732–1804), politik
- Germaine de Staël (1766–1817), spisovatelka
- La Goulue (1866–1929), tanečnice

## Partnerská města
- Podolsk, Rusko
- Ruse, Bulharsko
- Salford, Velká Británie
- Terni, Itálie